# Viśvarūpa
Viśvarūpa (sanscrito: विश्वरूप, forma universale) o Triśiras (sanscrito: त्रिसिर, tre teste) è un personaggio della mitologia induista. È un asura con tre teste, figlio del dio Tvaṣṭṛ e fratello gemello di Saranyū.

## Mitologia
Secondo la mitologia, Viśvarūpa venne creato da Tvaṣṭṛ, l'artigiano divino, per detronizzare Indra. Le sue tre teste erano rispettivamente chiamate Somapīṭḥa, Surāpīṭḥa e Annāda. Si dice che con una testa bevesse il soma, con un'altra testa osservasse ciò che lo circondava, e con la terza testa leggesse i Veda. Divenne così potente che Indra si spaventò di lui, soprattutto dopo aver disprezzato le donne che Indra gli aveva mandato per sedurlo. Indra infine lo uccise, e Tvaṣṭṛ creò il mostro Vṛtra per vendicarsi.
Indra era preoccupato dalla possibilità che Viśvarūpa potesse resuscitare, quindi mandò un falegname a tagliargli le teste, e da ciascuna testa nacque una specie di uccelli: dalla testa che cantava i mantra vedici sorsero gli uccelli Kapiñjala (Francolinus pondicerianus); dalla testa usata per bere il soma sorsero gli uccelli Kalapiṅga, e dalla terza testa gli uccelli Tittiri.